# Romeinse villa Backerbosch
De Romeinse villa Backerbosch is een terrein met de archeologische resten van een Romeinse villa bij het dorp Cadier en Keer in de gemeente Eijsden-Margraten in de Nederlandse provincie Limburg. De villa rustica of villa urbana behoort tot de ruim 60 Romeinse villacomplexen die op de Zuid-Limburgse lössgronden zijn opgegraven. De archeologische site is sinds 1983 een rijksmonument.

## Ligging
De restanten van de villa Backerbosch liggen op de rand van het Plateau van Margraten op de helling van de Keerderberg. Deze helling loopt af naar het westen, waardoor de bewoners uitzicht hadden over het dal van de Maas en de stad Maastricht (Mosa Trajectum), in die tijd nog een bescheiden nederzetting. De villa lag vlak bij de Oude Akerweg, een afsplitsing van de Via Belgica tussen Maastricht en Aken. Langs deze Romeinse of middeleeuwse weg lag, circa 750 meter noordwestelijk van het villaterrein, bij het huidige garagebedrijf Kicken, een Romeinse grafheuvel ('tomme' of 'tumulus'). Deze had in 1880 nog een hoogte van ca. 7 meter en een doorsnede van ca. 40 m, maar is kort daarna afgegraven. Enkele kilometers noordelijk lagen de Romeinse villa's Borgharen-Pasestraat, Meerssen-Onderste Herkenberg, Houthem-Rondenbos en Valkenburg-Vogelenzang. Ten zuiden van Backerbosch waren de villacomplexen van Gronsveld-Veldhof en Rijckholt-Voerenweg de meest nabije.
Ten tijde van de archeologische opgraving eind 19e eeuw lag het terrein, destijds aangeduid als Backerbosch of Pannestuk, in de toenmalige gemeente Cadier en Keer. De opgraving werd echter bekend als de villa Backerbosch in Heer, in feite een incorrecte plaatsaanduiding. Tegenwoordig bevinden de archeologische resten zich deels op het terrein van het Missiehuis Cadier en Keer, deels onder de golfbanen van Golfvereniging Het Rijk van Margraten. Het terrein bevindt zich vlak bij de provinciale weg 278, ter plaatse Rijksweg genaamd. Tussen de Rijksweg en het villaterrein bevindt zich op de helling van de Keerderberg de wijngaard Backerbosch, behorende bij een groothandel in wijnen.

## Geschiedenis

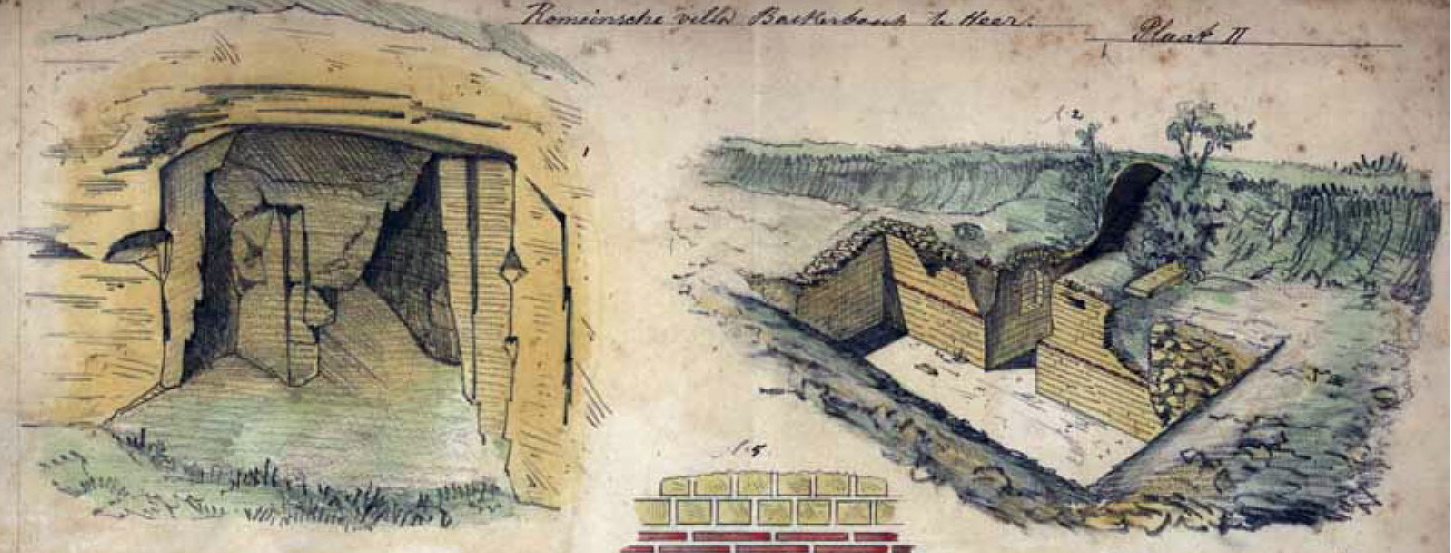
Tekeningen van Jozef Habets uit 1881. Links de ingang van een mergelgroeve bij de villa. Rechts een kelder van het hoofdgebouw, waarvan de muren tot ca 180 cm hoogte bewaard gebleven waren

In de jaren 1879-1880 werd onder leiding van de priester-historicus Jozef Habets, destijds pastoor te Wolder, archeologisch bodemonderzoek verricht op een terrein waar kort tevoren Romeinse overblijfselen waren gevonden. Het onderzoek van Habets leverde naast de vondst van drie forse gebouwen een schat aan bodemvondsten op. De opgraving vestigde Habets' naam als "Romeinse villa-deskundige" van Limburg. Bij de opgravingen werden duidelijke sporen van brand aangetroffen, waaruit Habets afleidde dat de villa in de tweede helft van de derde eeuw in brand is gestoken.
In 1891 werd vlak bij het terrein met de opgravingsrestanten het nieuwe Missiehuis van de Sociëteit voor Afrikaanse Missiën gebouwd. Het hoofdgebouw en de kloosterkapel werden na een grote brand in 1954 vernieuwd. Sinds 1975 is hier het kleinschalige zorgcomplex "De Keerderberg" gevestigd. Een deel van de gebouwen was tot 2012 in gebruik door het museum Afrikacentrum, dat daarna naar het Missiehuis Steyl verhuisde. De Lourdesgrot, de Kerkhofkapel en de Kruiswegtuin Cadier en Keer zijn alle rijksmonumenten. Sinds 1972 is ook het 6,5 hectare opgravingsterrein een rijksmonument.
In 1966 werd op het terrein een deel van een vierde gebouw opgegraven door een leerling van het Missiecollege, de heer M. van Oorschot, die hierover contact had met de Nijmeegse hoogleraar Jules Bogaers. In 1969 was de archeoloog Tom Bloemers de volgende die op het terrein onderzoek deed. Deze opgravingen bevestigden de bevindingen van Habets.
In 1999 werd het terrein opnieuw geïnspecteerd door RAAP Archeologisch Adviesbureau en verscheen een uitgebreid rapport naar aanleiding van plannen om ter plekke een golfbaan aan te leggen. Het rapport bevestigde de zeer hoge waarde van het wettelijk beschermde archeologische monument. Deze golfbaan, Het Rijk van Margraten, is in 2004 opgeleverd.

## Beschrijving

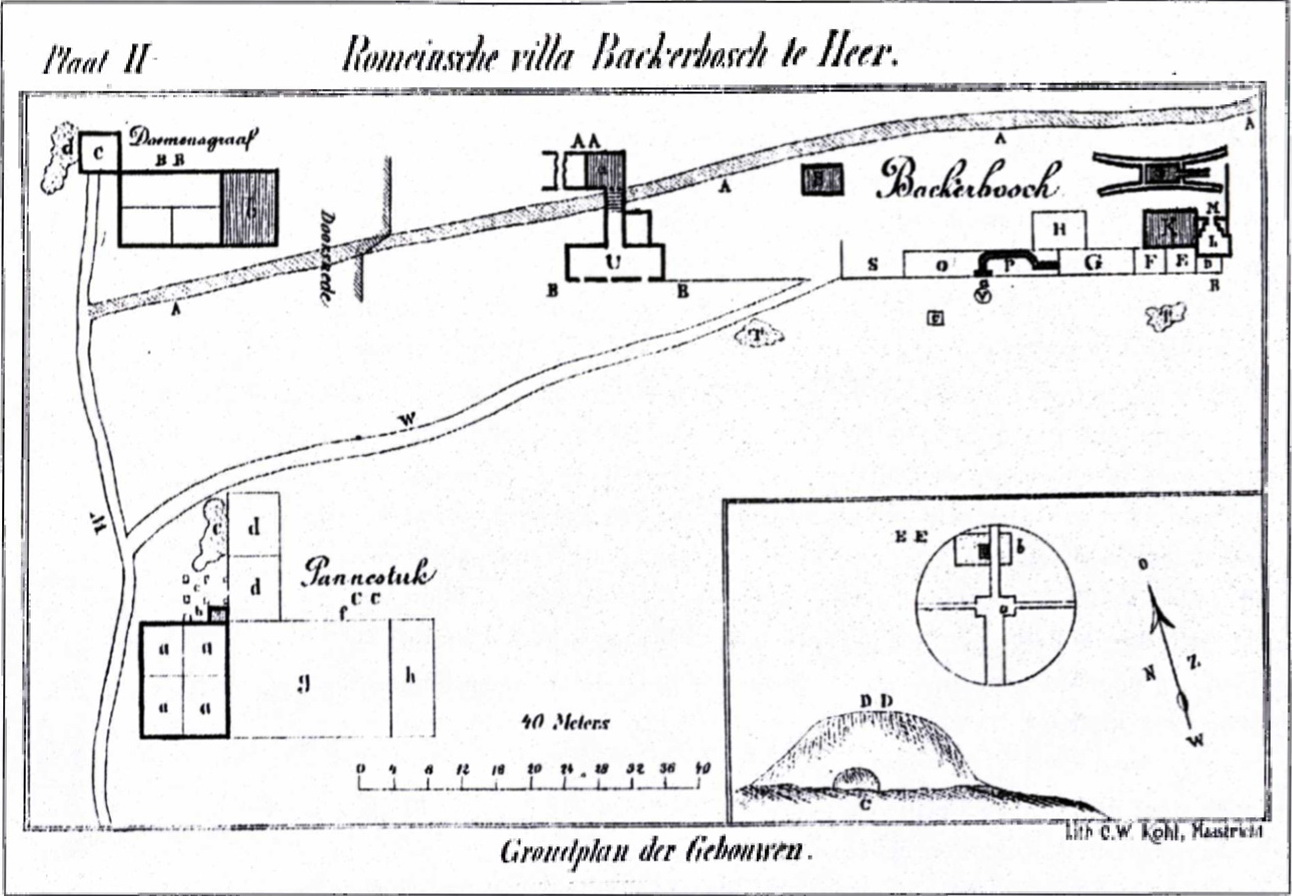
Plattegrond van de opgravingen van Habets, 1879-80. AA: Backerbosch. BB: Doemensgraaf. CC: Pannestuk. Rechtsonder de opgraving van de nabije tumulus van Scharn

Het villa-complex stamt uit de 1e of 2e eeuw na Chr. en omvat een hoofdgebouw en diverse bijgebouwen. Volgens sommige auteurs behoort de villa Backerbosch "tot de absolute top van de Romeinse villa-hiërarchie in Nederland". De historicus W. Jappe Alberts bestempelde de villa als een villa urbana, een luxueus landhuis van een welgestelde stedeling of grootgrondbezitter, evenals bijvoorbeeld de Romeinse villa Plasmolen in Mook en Middelaar. Dit type villa is in Nederland vrij uniek. Veel talrijker zijn de villae rusticae, die met name veel voorkomen op de vruchtbare lössgronden in het zuiden van Nederlands en Belgisch Limburg. Dit zijn in feite grote agrarische complexen rondom een herenhuis. Alleen al in het Nederlands-Limburgse Heuvelland zijn 67 villa's geregistreerd op de lijst van archeologische monumenten; daarvan zijn er 16 erkend als rijksmonument. In totaal wordt van circa 200 locaties in dit gebied vermoed dat er een Romeinse villa heeft gestaan.

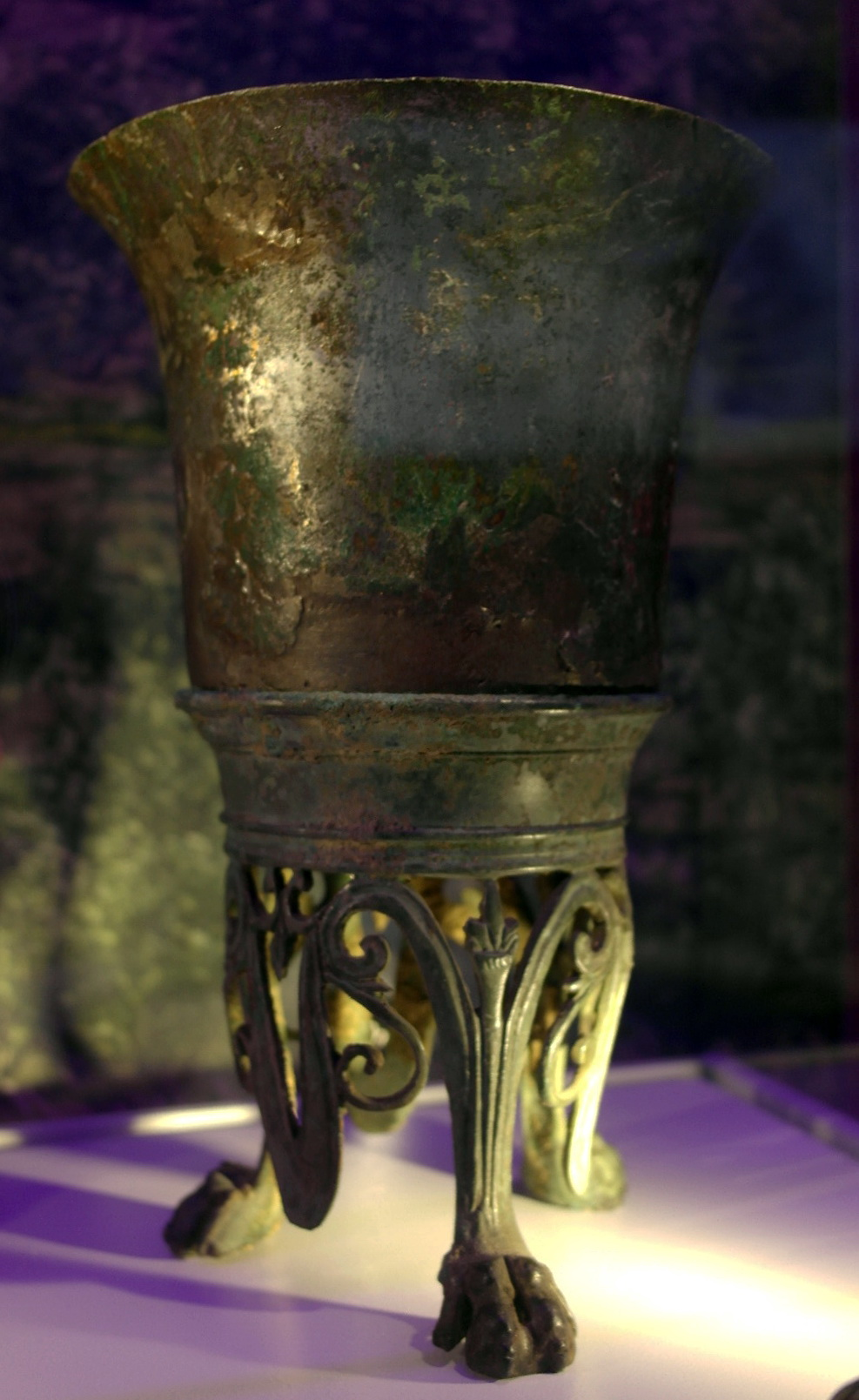
Bronzen beker en drievoet (RMO, Leiden)

Habets trof in 1879-80 restanten aan van drie gebouwen met forse afmetingen, waarvan hij het grootste als hoofdgebouw en de andere twee als bijgebouwen interpreteerde. Het hoofdgebouw, dat nooit in zijn geheel werd opgegraven, had een lengte van 82,7 meter. De bijgebouwen, door Habets Doemensgraaf en Pannestuk genoemd, maten respectievelijk 20x9 en 34x34 meter. Bij latere opgravingen werden van het hoofdgebouw extra kamers en nog een vierde gebouw van minimaal 20x10 meter gevonden. Het hoofdgebouw was van steen; de bijgebouwen bezaten funderingen van kiezel en mergel met daarop zware houten steunen, die houvast moesten geven aan de vakwerkbouw met wanden van vlechtwerk, die bepleisterd waren met leem. Op het terrein zijn talloze fragmenten van marmer en beschilderd pleisterwerk met lijstwerk en plantaardige motieven gevonden.
In het hoofdgebouw zijn onder andere een kelder, een badcomplex en delen van een verwarmingssysteem aangetroffen. Villa Backerbosch werd verwarmd door middel van een hypocaustum. Onder de vloer van enkele vertrekken bevond zich een open ruimte met kolommetjes (pilae) van 60 cm hoog. Deze ruimte was aangesloten op een stookplaats (praefurnium), waarop een houtvuur brandde. De hete rook verspreidde zich onder de vloer en trok ook naar in de muur gemetselde rookbuizen. Zo werden vanuit het hypocaustum vloer en wanden verwarmd. Rook- en verwarmingskanalen waren opgebouwd uit bakstenen en plavuizen met een standaardafmeting van 40x30x6 centimeter.
Onder de archeologische vondsten bevonden zich een zilveren munt met de beeltenis van keizer Septimius Severus (146-211), een verzilverde bronzen beker op een rijkversierde drievoet, diverse gebruiksvoorwerpen van aardewerk (o.a. Terra sigillata), een fragment van een godenbeeldje van pijpaarde, sleutels, haarspelden, schrijfstiften en talloze bouwfragmenten (waaronder dakpannen met het stempel van de maker en restanten van muurschilderingen). De meeste vondsten bevinden zich thans in de collectie van het Rijksmuseum van Oudheden in Leiden.

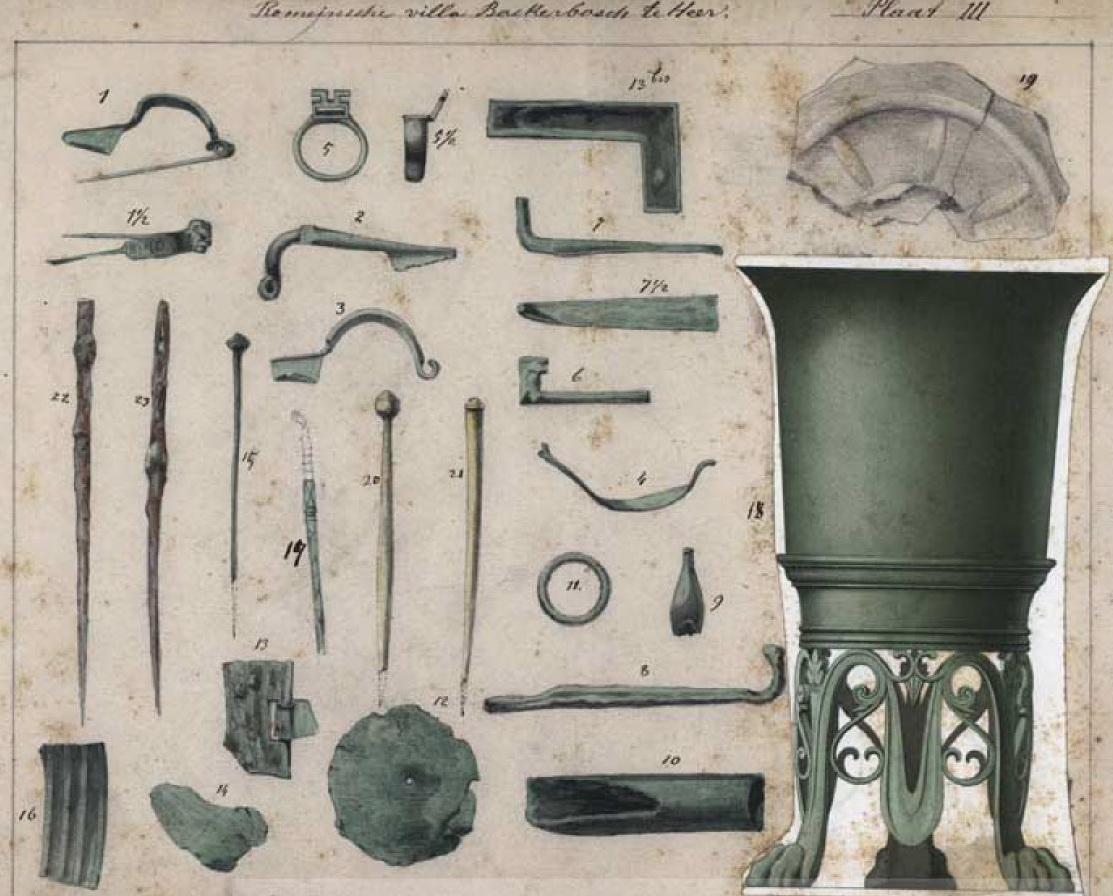
Bronzen voorwerpen en verzilverd vat op drievoet
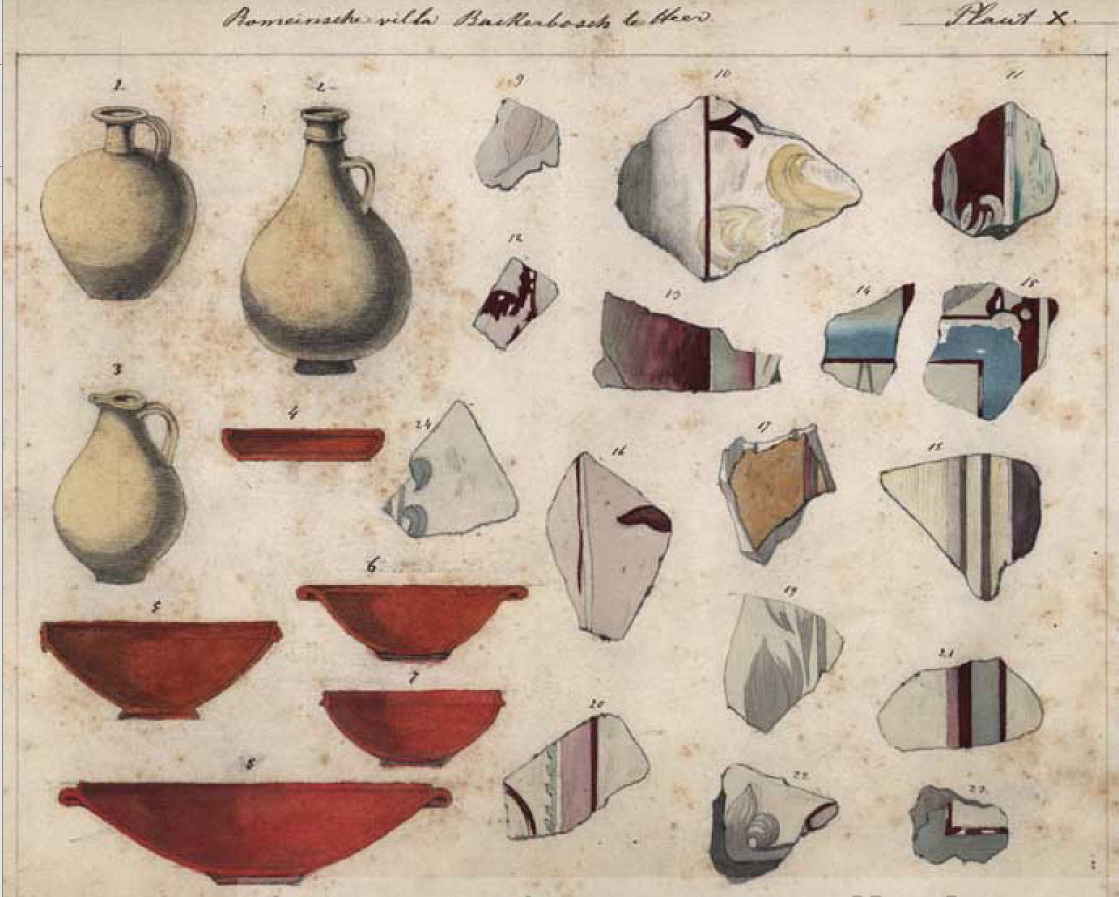
Aardewerk, Terra sigillata en fragmenten fresco's
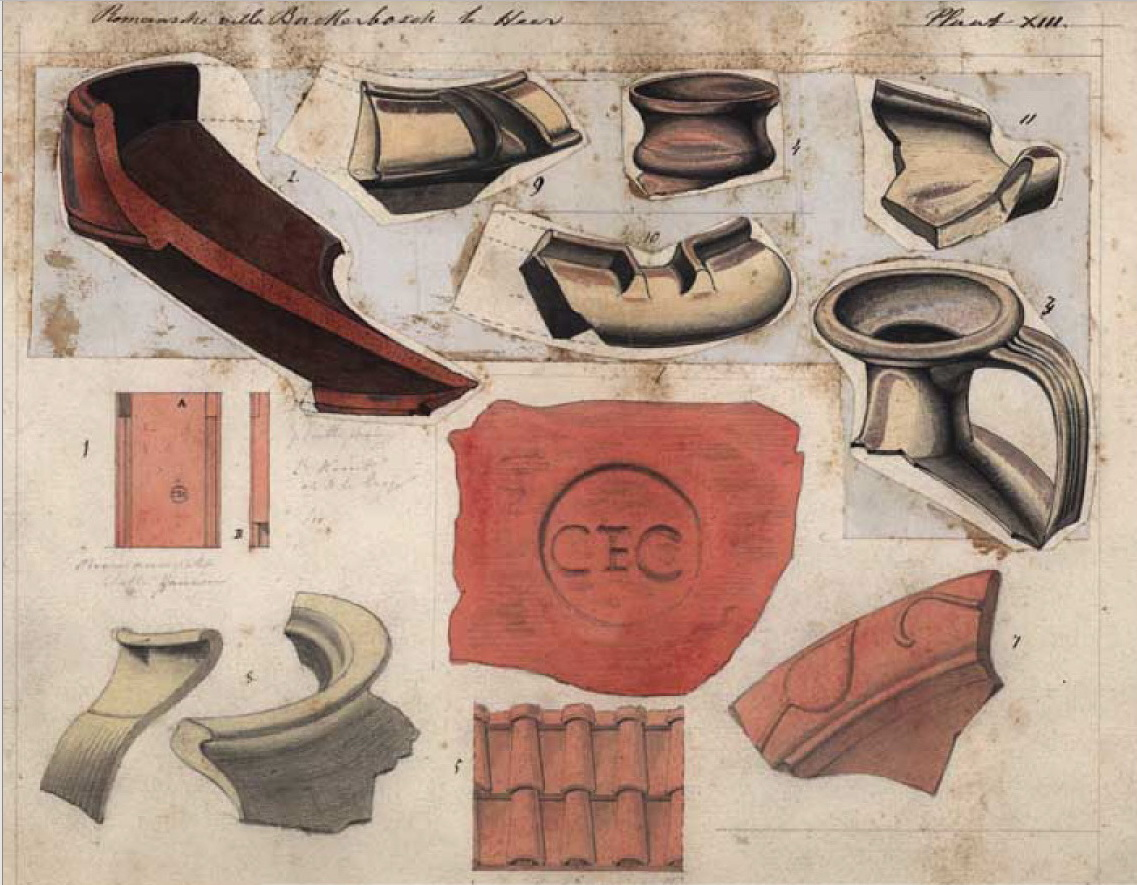
Aardewerkscherven en dakpan met stempel CEC
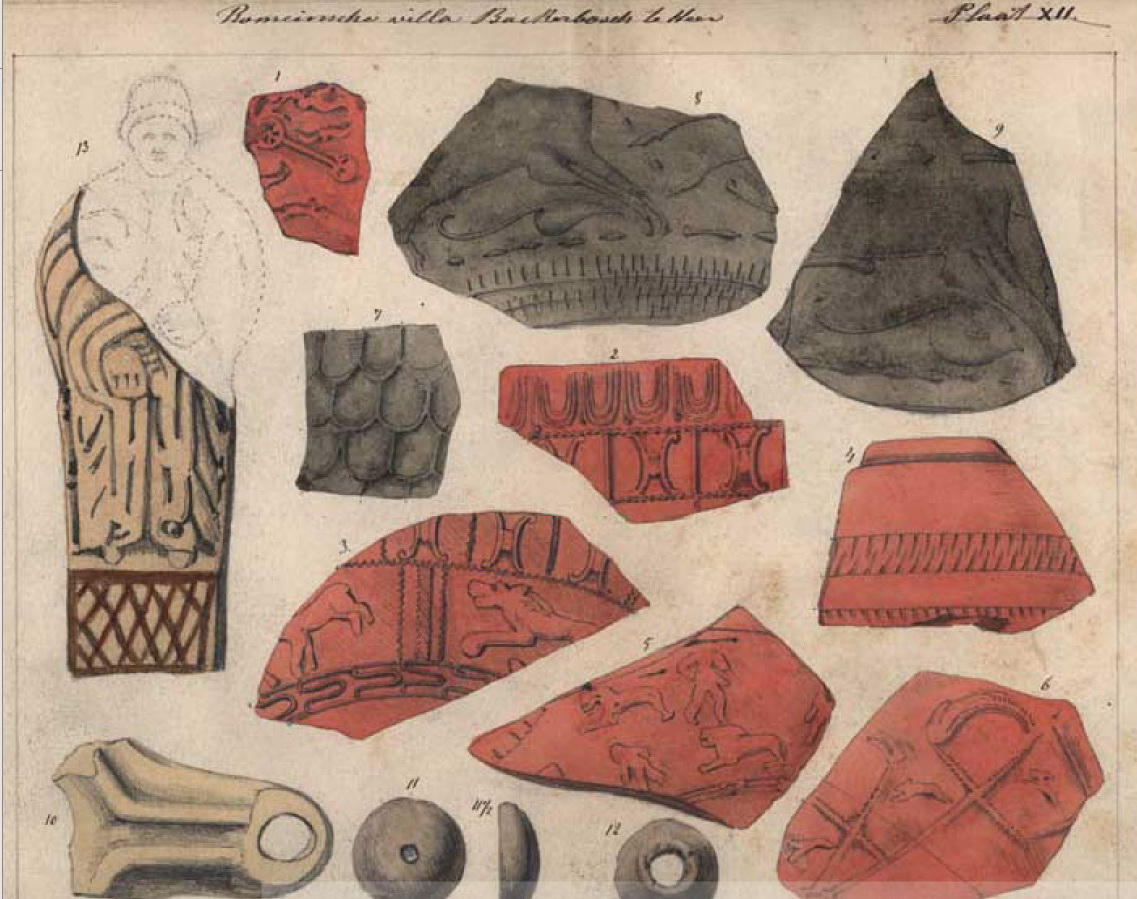
Aardewerkscherven en fragment pijpaarden beeldje